# Sidonia no Kishi
Sidonia no Kishi (Nhật: シドニアの騎士 tạm dịch: Những hiệp sĩ của Sidonia) là một mecha manga dài tập của Nihei Tsutomu, xuất bản bởi Kodansha trên tạp chí Afternoon của họ, và bản tiếng Anh xuất bản bởi Vertical. Một anime truyền hình chuyển thể dài kỳ được sản xuất bởi Polygon Pictures, phát sóng từ tháng 4 tới tháng 6 năm 2014 và mùa thứ hai phát sóng từ tháng 4 tới tháng 6 năm 2015. Bản series nội địa được dùng để trình chiếu độc quyền trên Netflix trên tất cả các khu vực phủ sóng như một phần trong chương trình gốc của nó.

## Nội dung

### Bối cảnh
Câu chuyện được bắt đầu vào năm 3394, một ngàn năm kể từ khi con người chạy trốn khỏi Trái Đất, sau khi nó bị phá hủy bởi những quái vật ngoài hành tinh khổng lồ có khả năng thay đổi hình dạng được gọi là Gauna (奇居子（ガウナ）), trên những chiếc phi thuyền ” tàu hạt mầm ” không gian khổng lồ được tạo ra từ phần còn lại của hành tinh. Một trong số đó là phi thuyền "Sidonia", được phát triển dựa trên chính nền văn hóa của loài người, gần như là văn hóa Nhật Bản, tại đây, việc nhân bản vô tính con người, sinh sản vô tính, công nghệ gene (ví dụ như việc cho phép con người có khả năng quang hợp) trở nên phổ biến. Đồng thời, ở đây, họ cũng đã khám phá ra một trong những bí mật lớn nhất với xã hội loài người, đó là sự bất tử. Với dân số hơn 500.000 người, Sidonia có thể là quần thể cư dân cuối cùng của con người, số phận của những con tàu đều là chưa rõ ràng.
Loài người có hiểu biết rất hạn chế về bản chất thực sự của Gauna cũng như nguyên nhân tại sao chúng lại tấn công con người. Mỗi Gauna có một phần lõi gần như bất khả xâm phạm được bảo vệ bởi một khối lượng lớn vật chất được gọi là "placenta" (胞衣 ena) - nhau thai, thường được gọi là "Ena". Một khi phần nhau thai bị đánh bay và phần nhân bị phá hủy, toàn bộ phần thân của Gauna sẽ bị phân rã.
Sidonia được bảo vệ bởi loại vũ khí cơ giới cỡ lớn được gọi Vệ nhân (衛人 Morito) với vũ khí chính và năng lượng hoạt động được cung cấp bởi "Hạt Heigus" (ヘイグス粒子 Heigusu Ryūshi), trang bị một khẩu pháo hạng nặng cho các cuộc tấn công tầm xa và một cây giáo đặc biệt được gọi là "Kabizashi" cho cận chiến. Mũi của kabizashi được làm bằng một loại vật liệu đặc biệt khó kết nối nhưng sở hữu khả năng đặc biệt là hủy diệt hoàn toàn phần lõi của Gauna. Sau này, Vệ nhân còn được trang bị thêm vũ khí tầm xa với đạn làm từ loại vật liệu tương tự như Kabizashi - được con người tìm ra và bắt đầu sản xuất với số lượng lớn. Hầu hết mọi người trong cộng đồng người sống sót đều được kiểm tra và đề cử làm phi công của Vệ nhân ở độ tuổi trẻ, nếu họ có khả năng vận hành chúng.

### Cốt truyện
Câu chuyện xoay quanh nhân vật Nagate Tanikaze, người đã sống dưới tầng ngầm của Sidonia kể từ khi sinh ra và được nuôi dạy bởi ông của anh. Chưa bao giờ gặp bất cứ ai khác, anh tự rèn luyện trong một bộ giả lập đào tạo phi công cũ mỗi ngày, cuối cùng làm chủ nó. Sau cái chết của người ông, anh đã tiến lên bề mặt và được lựa chọn là một phi công Vệ nhân, khi mà Sidonia một lần nữa đối mặt với Gauna.

## Truyền thông

### Manga
Manga được viết và minh họa bởi Nihei Tsutomu. Nó được ra mắt trên ấn bản tháng 6 năm 2009 tạp chí Afternoon của Kodansha. Từ đó, 15 tập tankōbon (tổng 78 chuơng truyện) đã được xuất bản. Manga này cũng được mua bản quyền xuất bản tại Bắc Mỹ bởi by Vertical, và đã xuất các tập truyện bằng tiếng Anh từ tháng 2 năm 2013 tới tháng 4 năm 2016.

#### Danh sách ấn bản
| - 01. "Sự lựa chọn của Tanikaze Nagate" (谷風長道の選択 Tanikaze Nagate no Sentaku) - 02. "Lần đầu ra trận của Tanikaze Nagate" (谷風長道の初陣 Tanikaze Nagate no Uijin) - 03. "Bầu trời sao của Yamano Eiko" (山野栄子の星空 Yamano Eiko no Hoshizora) | - 04. "Cơn giận dữ của Kunato Norio" (岐神海苔夫の激昂 Kunato Norio no Gekikō) - 05. "Vinh danh Akai Mochikuni" (赤井持国の栄光 Akai Mochikuni no Eikō) |

| - 06. "Thanh Kabizashi của Akai Mochikuni" (赤井持国のカビザシ Akai Mochikuni no Kabizashi) - 07. "Tìm kiếm Hoshijiro Shizuka" (星白閑の捜索 Hoshijiro Shizuka no Sōsaku) - 08. "Tanikaze Nagate trở về" (谷風長道の帰艦 Tanikaze Nagate no Kikan) | - 09. "Salute to Hoshijiro Shizuka" (星白閑の敬礼 Hoshijiro Shizuka no Keirei) - 10. "Quyết định của Thuyền trưởng thứ 28th" (第二十八代艦長の決断 Dai Ni Jū Hachi-dai Kanchō no Ketsudan) |

| - 11. "Hành trình trở về của Hoshijiro Shizuka" (星白閑の帰艦 Hoshijiro Shizuka no Kikan) - 12. "Bữa ăn Hàng tuần của Tahiro Numi" (田寛ヌミの週一食 Tahiro Numi no Shūichishoku) - 13. "Tiếng thở dài của Shinatose Izana" (科戸瀬イザナの溜息 Shinatose Izana no Tameiki) | - 14. "Hội đồng Bất tử" (不死の船員会 Fushi no Sen'in-kai) - 15. "Cơn điên cuồng của Saitō Hiroki" (斎藤ヒロキの暴走 Saitō Hiroki no Bōsō) |

| - 16. "Lần đầu ra trận của Shinatose Izana" (科戸瀬イザナの初陣 Shinatose Izana no Uijin) - 17. "Quyết định của Tanikaze Nagate" (谷風長道の決意 Tanikaze Nagate no Ketsui) - 18. "Con gái của Nhà khoa học Ochiai" (科学者落合の娘 Kagakusha Ochiai no Musume) | - 19. "Giấc mơ Shinatose Izana đã thấy" (科戸瀬イザナが見た夢 Shinatose Izana ga Mita Yume) - 20. "Cảm xúc bất ổn của Kunato Norio" (岐神海苔夫の葛藤 Kunato Norio no Kattō) |

| - 21. "Cái nhìn của Benizusume" (紅天蛾の眼差し Benisuzume no Manazashi) - 22. "Âm mưu của Nhà khoa học Ochiai" (科学者落合の陰謀 Kagakusha Ochiai no Inbō) - 23. "Sự tiếp cận của Tiểu hành tinh" (小惑星の接近 Shōwakusei no Sekkin) | - 24. "723's Embrace" (７２３の抱擁 723 no Hōyō) - 25. "Trận chiến đầu tiên của Trung đội" (第一小隊の奮闘 Dai Ichi Shōtai no Funtō) |

| - 26. "Sự va chạm với Tiểu hành tinh" (小惑星の衝突 Shōwakusei no Shōtotsu) - 27. "Sự trở lại của Bộ phận Công nghiệp nặng Toha" (東亜重工の再始動 Tōa Jūkō no Saishidō) - 28. "Placenta Hoshijiro's Impregnation" (エナ星白の受胎 Ena Hoshijiro no Jutai) | - 29. "Sự do dự của Shinatose Yure" (科戸瀬ユレの逡巡 Shinatose Yure no ShunJun) - 30. "Nhận định của Honoka Ren" (仄煉の決意 Honoka Ren no Ketsui) |

| - 31. Con gái của Hoshijiro Shizuka (星白閑の娘 Hoshijiro Shizuka no Musume) - 32. Sự ra mắt của Shiraui Tsumugi (白羽衣つむぎの御目見え Shiraui Tsumugi no Omemie) - 33. Năng lực của Shiraui Tsumugi (白羽衣つむぎの能力 Shiraui Tsumugi no Nōryoku) | - 34. Ocarina's Reduction: Part One (オカリナ攻略戦 前編 Okarina Kōryaku Sen Zenpen) - 35. Ocarina's Reduction: Part Two (オカリナ攻略戦 後編 Okarina Kōryaku Sen Kōhen) |

| - 36. Large Mass' Union Ship's Rumbling (大シュガフ船の鳴動 Dai Shugafu-sen no Meidō) - 37. Shiraui Tsumugi's Wish (白羽衣つむぎの願望 Shiraui Tsumugi no Ganbō) | - 38. Shiraui Tsumugi's Yearning (白羽衣つむぎの思慕 Shiraui Tsumugi no Shibo) - 39. Entering Lem-IX (惑星ナインへの侵入 Wakusei Nain e no Shinnyū) |

| - 40. Mere Two Unit's Rescue Party (たった二機の救出部隊 Tatta Ni Ki no Kyūshutsu Butai) - 41. Nagate Tanikaze's Land Battle (谷風長道の陸戦 Tanikaze Nagate no Rikusen) - 42. Shizuka Hoshijiro's Image (星白閑の形象 Hoshijiro Shizuka no Keishō) | - 43. Pilot Tsuruuchi's Melancholy (弦打操縦士の憂鬱 Tsuruuchi Sōjūshi no Yūutsu) - 44. Midorikawa Yuhata's Decision (緑川纈の決断 Midorikawa Yuhata no Ketsudan) |

| - 45. The Honoka Sisters' House Search (仄姉妹の家宅捜査 Honoka Shimai no Kataku Sōsa) - 46. Kanata's Birth: Part One (かなたのはじまり 前編 Kanata no Hajimari Zenpen) - 47. Kanata's Birth: Part Two (かなたのはじまり 後編 Kanata no Hajimari Kōhen) | - 48. Development of the Critically Unstable Weapon (臨界不測兵器の開発 Rinkai Fusoku Heiki no Kaihatsu) - 49. Tanikaze Nagate's Secret Mission (谷風長道の極秘任務 Tanikaze Nagete no Gokuhi Ninmu) |

| - 50. Remnants of the Pacifists (非武装主義者の痕跡 Hibusōshugisha no Konseki) - 51. Rescue of a Shipwrecked Sailor (遭難者の救出 Sōnansha no Kyūshutsu) - 52. The Struggle of Hiyama Lala (ヒ山ララァの奮闘 Hiyama Rarā no Funtō) | - 53. Large Mass' Union Ship's Presence (大シュガフ船の存在 Daishugafusen no Sonzai) - 54. Ichigaya Teruru's Conversion (市ヶ谷テルルの転向 Ichigaya Teruru no Tenkō) |

| - 55. Launch of the Mizuki (水城の出艦 Mizuki no Shukkan) - 56. The Protean Gauna (不定形のガウナ Futeikei no Gauna) - 57. Honoka Shō's Rescue (仄炒の救出 Honoka Shō no Kyūshutsu) | - 58. Mizuki's Power (水城の能力 Mizuki no Nōryoku) - 59. The Lem Star's Gravitation (恒星レムの引力 Kōsei Remu no Inryoku) |

| - 60. Installment of the Semi-Autonomous Converter System (半自律式転換機構の設置 Han-jiritsushiki Tenkan Kikō no Setchi) - 61. The New Pilots' First Battle: Part One (新操縦士の初陣 前編 Shinsōjūshi no Uijin Zenpen) - 62. The New Pilots' First Battle: Part Two (新操縦士の初陣 後編 Shinsōjūshi no Uijin Kōhen) | - 63. Giấc mơ của Shiraui Tsumugi (白羽衣つむぎの夢 Shiraui Tsumugi no Yume) - 64. The Dismantling of Kanata (かなたの解体 Kanata no Kaitai) |

| - 65. "Sự nhập thể của Nhà khoa học Ochiai" () - 66. "Captain Kobayashi's Lingering Affection" () - 67. "Hiểm họa của Hạm đội Xung kích" () | - 68. "Sự thiếu kiên nhẫn của Tanikaze Nagate" () - 69. "Sự trở lại của Kunato Norio" () |

| 1. "Đời 20 ra trận" () 2. "Quyết định của Hạm đội Xung kích Số Một" () 3. "Ước nguyện của Tsumugi" () 4. "Sự can thiệp của Hạm đội Xung kích Số Một" () 5. "Đáp án của Thuyền trưởng Kobayashi" () 6. "Đội Kunato xuất kích" () |

## Anime
Một anime chuyển thể sản xuất bởi Polygon Pictures, bắt đầu từ 10/04/2014 và kết thúc mùa đầu tiên của nó vào 26/06/2014 trên MBS, muộn hơn trên TBS, CBC, BS-TBS. Loạt series được đạo diễn bởi Kobun Shizuno, có sự giúp đỡ của Hiroyuki Seshita, với kịch bản bởi Sadayuki Murai và thiết kế nhân vật là Yuki Moriyama. Anime cũng đã được trình chiếu và thu thập trên Netflix trong tất cả khu vực phủ sóng khoảng 4/07/2014, trở thành anime gốc mùa đầu tiên trên dịch vụ. Mùa anime đầu tiên đã được cấp phép cho truyền hình tại nhà phát hành bởi Sentai Filmworks. Bài hát mở đầu (opening song) là "Sidonia" hát bởi Angela và bài hát kết thúc (ending song) là "Show" (掌?) hát bởi Eri Kitamura. Mùa anime thứ hai phát sóng từ 10/04/2015 đến 26/06/2015 với tựa đề Kishi Kōshinkyoku (騎士行進曲 Knight March?) được Angela thể hiện trong bài hát mở đầu (opening song) và "Requiem" được thể hiện bởi CustomiZ trong bài hát kết thúc (ending song). Mùa thứ hai được phát hành trên Netflix vào 03/07/2015.
Một bộ phim anime mới có tên Sidonia no Kishi: Ai Tsumugu Hoshi được công bố vào năm 2020. Phim có Seshita Hiroyuki giữ vai trò tổng đạo diễn và Yoshihira Tadahiro là đạo diễn, Murai Sadayuki và Yamada Tetsuya biên soạn kịch bản, Katayama Shūji phụ trách nhạc nền. Phim ban đầu dự định khởi chiếu vào ngày 14 tháng 5 năm 2021, nhưng bị dời sang ngày 4 tháng 6 năm 2021 do ảnh hưởng của đại dịch COVID-19.